# The Nile Song
Pour les articles homonymes, voir Nile.
Singles de Pink Floyd
Point Me at the Sky / Careful with That Axe, Eugene
(1968) One of These Days / Fearless
(1971)
Pistes de More
Cirrus Minor Crying Song
The Nile Song est une chanson de Pink Floyd, figurant sur l'album More. C’est le deuxième titre de l’album.
Il s'agit d'un des rares flirts de Pink Floyd avec le hard rock avec les chansons Young Lust sur l'album The Wall et Not Now John sur The Final Cut.
La chanson a été écrite par Roger Waters et c’est l'une des rares de Pink Floyd où ne figure aucun clavier. La chanson Ibiza Bar, sur le même album, reprend quasiment le même thème musical.
Bien que la chanson n'ait jamais été interprétée en concert par Pink Floyd, elle a toutefois a été jouée par le groupe Saucerful of Secrets de Nick Mason, elle est d'ailleurs présente sur l'album et le film Live at the Roundhouse sorti en 2020.
Cette chanson a été reprise par le groupe de thrash metal québécois Voivod sur leur album The Outer Limits (1993) ainsi que le groupe italien de stoner rock Kayleth sur leur EP "The Survivor et par le groupe The Human Instinct sur leur album Pins In It (1971).

## Crédits
- David Gilmour - guitare, chant
- Roger Waters - basse
- Nick Mason – batterie